# Riu Eurimedont
L'Eurimedont (grec antic: Εὐρυμέδων; turc: Köprüçay) és un riu de Turquia que discorre per la Província d'Antalya i desemboca a la mar Mediterrània, a l'antiga regió de Pamfília, a prop d'Aspendos i de Side. A la vora d'aquest riu, el general atenès Cimó, al capdavant de les forces de la lliga de Delos, va derrotar els perses per terra i mar (466 aC).